# Babali-Hornvogel

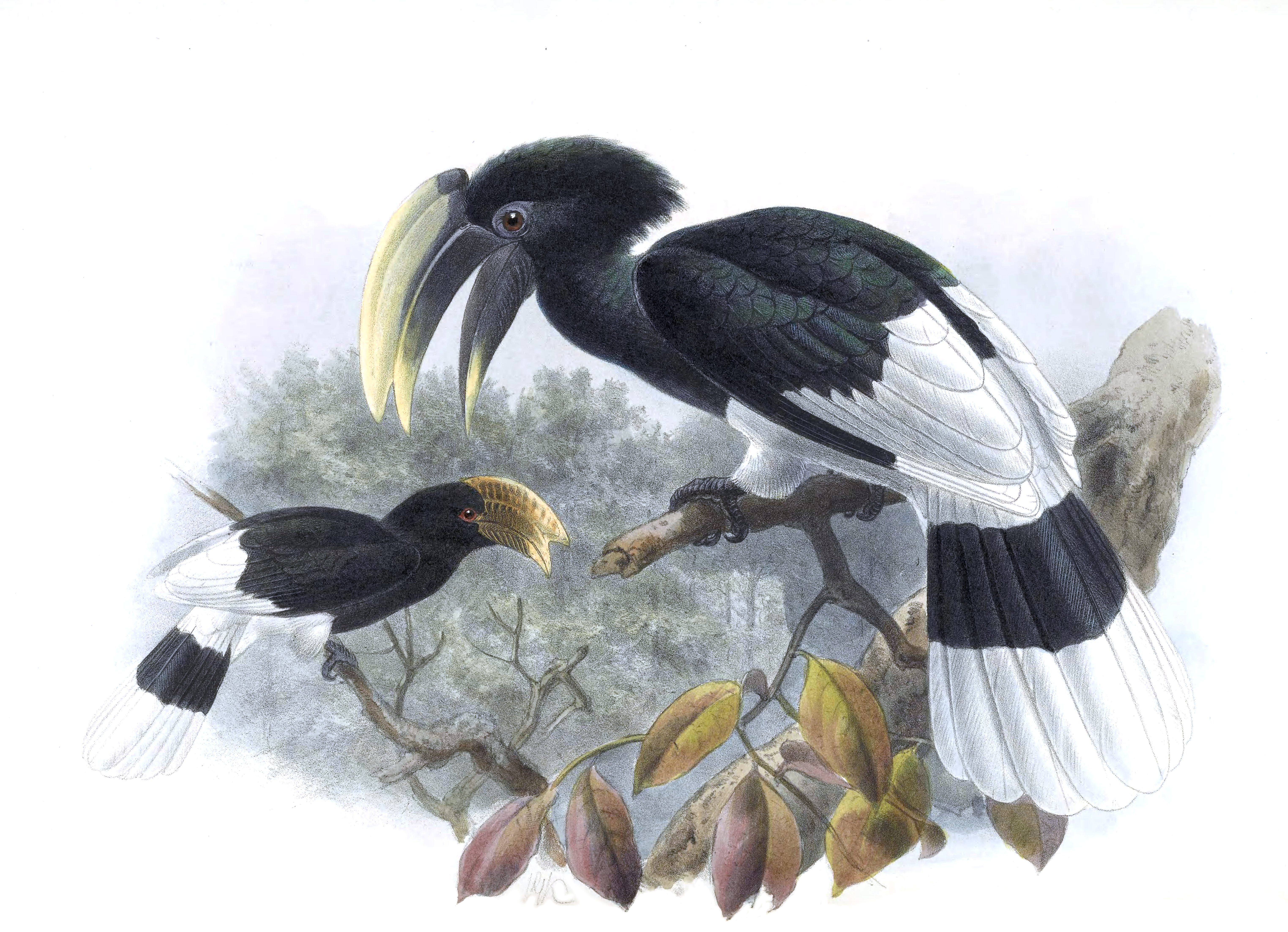
Barbali-Hornvögel, vorne das Männchen, hinten das Weibchen

Der Babali-Hornvogel (Bycanistes albotibialis), auch Weißschenkelhornvogel oder Weißhornvogel genannt, (Bycanistes albotibialis) ist eine monotypische Vogelart innerhalb der Familie der Nashornvögel. Das Verbreitungsgebiet dieser Art liegt im westlichen Subsahara-Afrika. Der Babali-Hornvogel wurde lange als Unterart des Braunwangenhornvogels (B. cylidricus) eingeordnet, die Behandlung als eigenständige Art hat sich mittlerweile jedoch allgemein durchgesetzt.
Die IUCN stuft den Babali-Hornvogel als ungefährdet (least concern) ein.

## Aussehen
Der Babali-Hornvogel erreicht eine Körperlänge von 60 bis 70 Zentimeter. Auf die Schwanzfedern entfallen beim Männchen durchschnittlich 24 Zentimeter, bei den Weibchen 22,2 Zentimeter. Der Schnabel hat bei den Männchen eine Länge zwischen 14,3 und 17 Zentimeter. Der Schnabel der Weibchen bleibt etwas kleiner und hat eine Länge von 12,1 bis 14,3 Zentimeter. Das Gewicht beträgt zwischen 900 und 1411 Gramm. Der Schnabelaufsatz des Männchens hat die Form eines umgedrehten Wiegemessers und ist von schmutzigweißer Farbe, der deutlich kleinere des Weibchens hat die gleiche bräunliche Farbe wie der Schnabel.

### Erscheinungsbild der Männchen
Beim Männchen sind der Kopf, der Hals, der Rücken und die Körperunterseite überwiegend glänzend schwarz. Die Schenkel, der Bürzel, die Ober- und Unterschwanzdecken sowie der Bauch sind weiß. Der Schwanz ist weiß mit einem breiten weißen Mittelband. Die äußeren Handschwingen sowie die Armschwingen sind weiß. Der Schnabel ist dunkelbraun und der Schnabelaufsatz ist cremefarben. Verglichen zum Braunwangenhornvogel ist der Schnabelaufsatz länger, schmäler und läuft spitz aus. Die unbefiederte Haut um die Augen ist gelb. Die Augen sind braun, die Beine und Füße sind schwarz.

### Erscheinungsbild der Weibchen und Jungvögel
Das Weibchen gleicht dem Männchen im Gefieder. Sie ist kleiner und hat einen dunkelbraunen Schnabel mit einer hell cremefarbenen Schnabelspitze. Der Schnabelaufsatz ist deutlich kleiner als beim Männchen und von dunkler Farbe. Die Augen sind braun. Die Beine und Füße sind schwarz.
Jungvögel haben ein Gefieder wie die adulten Vögel. Ihr Schnabel ist allerdings noch kleiner und von blassgelber Farbe. Der Schnabelaufsatz fehlt oder ist nur gering entwickelt. Die Augen sind grau.

## Verwechselungsmöglichkeiten
Im Verbreitungsgebiet des Babali-Hornvogels kommt sowohl der zur gleichen Gattung gehörende Grauwangenhornvogel als auch der Schreihornvogel vor. Der Grauwangenhornvogel ist von ähnlicher Größe. Der Schnabelaufsatz ist jedoch dunkler, die Schwanzfedern sind schwarz mit einer weißen Spitze. Das mittlere Schwanzfederpaar ist schwarz. Der Schreihornvogel ist deutlich kleiner, hat einen kleineren Schnabel und einen kaum entwickelten Schnabelaufsatz.

## Verbreitung
Das Verbreitungsgebiet des Babali-Hornvogels liegt in Westafrika südlich der Sahara. Er kommt dort in Benin, Nigeria, Kamerun, Gabun, Kongo, im Norden von Angola, in Zaire, im Süden des Sudans sowie im Westen Ugandas vor.
Der Lebensraum sind Primärwälder der Tiefebenen. In Kamerun wurde allerdings auch schon das Skelett eines Babali-Hornvogels in einer Höhenlage von 4054 Metern gefunden.

## Nahrung
Wie die meisten Nashornvögel ist der Babali-Hornvogel omnivor, den größten Teil seines Nahrungsbedarfes deckt er allerdings durch Früchte. In sehr reichhaltig fruchttragenden Bäumen können sich bis zu 90 Individuen dieser Art versammeln. Der Barbali-Hornvogel lebt allerdings überwiegend in Paaren oder in kleinen Familiengruppen, die aus dem Brutpaar und dem diesjährigen Jungvogel bestehen.
Seine Nahrung sucht er überwiegend in Baumkronen. In fruchttragenden Bäumen ist er in der Lage, Schreihornvögel zu verjagen. Affen sowie Waldhornvögel sind dagegen durchsetzungsstärker als der Barbali-Hornvogel. Feigen spielen bei dem Babali-Hornvogel wie bei vielen anderen Arten eine große Rolle. Daneben jagt er jedoch auch Insekten wie Heuschrecken, Gottesanbeterinnen, Libellen, fliegende Ameisen, Käfer und Wespen. Er frisst auch Eier und Nestlinge von Webervögeln wie beispielsweise dem Dorfweber. Dazu zerstört er entweder das Nest oder schiebt seinen Schnabel in den Nesteingang und kippt das Nest dann so, dass er den Nestinhalt mit dem Schnabelinhalt erreichen kann.

## Fortpflanzung
Die Fortpflanzungsbiologie des Babali-Hornvogels ist noch weitgehend unerforscht. So sind beispielsweise die Gelegegröße und die Farbe der Eier bislang nicht beschrieben. Die Fortpflanzungszeit ist nach jetziger Erkenntnis an keine bestimmte Jahreszeit gebunden. In Nigeria hat man Babali-Hornvögel in Brutverfassung im Juli beobachtet, in Kamerun dagegen im Zeitraum November bis April sowie im Juli.
Wie alle Nashornvogelarten ist der Babali-Hornvogel ein Höhlenbrüter. Er bevorzugt natürliche Baumhöhlen in einer Höhe von 20 bis 25 Meter oberhalb des Bodens. Der Eingang der Bruthöhle wird bis auf einen schmalen Spalt versiegelt. Die Versiegelung der Bruthöhle erfolgt bei allen näher untersuchten Nashornvogelarten durch das Weibchen. Durch den verbliebenen Spalt füttert das Männchen das Weibchen und später den Jungvogel. Das Männchen trägt die Früchte gewöhnlich im Schlund zum Nest und würgt sie dort wieder hervor. Nur gelegentlich trägt das Männchen Früchte auch im Schnabel zum Nest. Das Männchen besucht zwischen 14 und 18 Mal am Tag das Nest. Das Weibchen, das in der Bruthöhle sitzt, durchläuft während der Brutzeit die Mauser. Es handelt sich bei dieser Mauser nicht um eine gleichzeitige Vermauserung des Großgefieders. Damit behält das Weibchen während der Brutzeit seine Flugfähigkeit. Es ist noch nicht bekannt, ob das Weibchen gleichzeitig mit dem flügge gewordenen Jungvogel das Nest verlässt oder ob sie bereits vorher aus der Bruthöhle ausfliegt.

## Weblink
- Bycanistes albotibialis in der Roten Liste gefährdeter Arten der IUCN 2016. Eingestellt von: BirdLife International, 2016. Abgerufen am 8. Dezember 2016.

## Einzelbelege
1. ↑  Avibase zum Barbali-Hornvogel, aufgerufen am 8. Dezember 2016
2. ↑  Bycanistes albotibialis in der Roten Liste gefährdeter Arten der IUCN 2016. Eingestellt von: BirdLife International, 2016. Abgerufen am 8. Dezember 2016.
3. 1 2 3  Kemp: The Hornbills - Bucerotiformes. S. 249.
4. 1 2  Kemp: The Hornbills - Bucerotiformes. S. 250.
5. 1 2  Kemp: The Hornbills - Bucerotiformes. S. 251.